# Decenio de las Naciones Unidas sobre la Biodiversidad

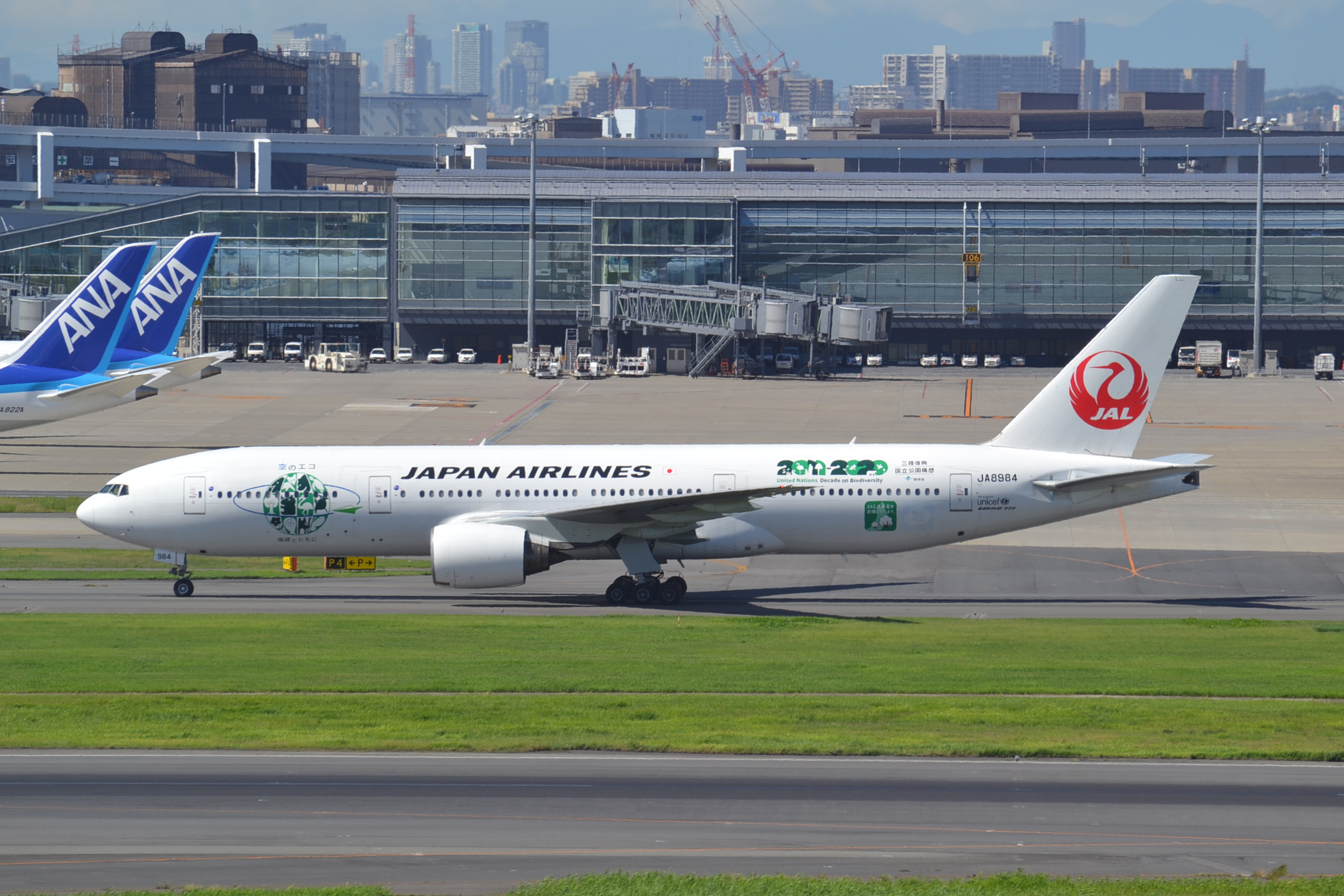
Avión de Japan Airlines con una leyenda conmemorativa del decenio de la biodiversidad de la ONU.

La Asamblea General de las Naciones Unidas decide declarar el período 2011-2020 Decenio de las Naciones Unidas sobre la Biodiversidad.

## Celebración
El 20 de diciembre de 2010 la Asamblea General de las Naciones Unidas en la Resolución 65/161 decide declarar el período 2011-2020 Decenio de las Naciones Unidas sobre la Biodiversidad.

Para incrementar el apoyo y el impulso de esta urgente tarea, la Asamblea General de Naciones Unidas en su 65a sesión declaró el período 2011-2020 como el “"Decenio de las Naciones Unidas sobre la Diversidad Biológica, con el fin de contribuir a la aplicación del Plan Estratégico para la Diversidad Biológica para el período 2011-2020" (Resolución 65/161).

El Decenio de las Naciones Unidas sobre la Diversidad Biológica servirá para apoyar la aplicación del Plan Estratégico para la Diversidad Biológica y promover su visión general de vivir en armonía con la naturaleza. Su objetivo es integrar la diversidad biológica en los diferentes niveles. A lo largo de la Década de las Naciones Unidas sobre la Diversidad Biológica, se anima a los gobiernos a desarrollar, implementar y comunicar los resultados de las estrategias nacionales para la aplicación Plan Estratégico para la Diversidad Biológica.
Organización de las Naciones Unidas